# فریزویته
شهر فریزویتهدر ایالت نیدرزاکسن در کشور آلمان واقع شده‌است.